# وائل الإبراشي
وائل الإبراشي (26 أكتوبر 1963 - 9 يناير 2022)، صحفي و‌إعلامي مصري.

## حياته
ولد في مدينة شربين بمحافظة الدقهلية.

## عمله كصحفي
عمل صحفياً بجريدة روز اليوسف ثُمَّ في صوت الأمة، قبل أن يستقيل منها سنة 2010.

## عمله كمقدم برامج
كان يُقدم برنامج «التاسعة» عقب نشرة التاسعة الإخبارية على القناة الأولى المصرية التابعة للهيئة الوطنية للإعلام، بعد أن قدم لعام تقريباً برنامج «كل يوم» خلفاً لعمرو أديب على قناة أون، سابقاً قدم وائل خلفاً للإعلامية منى الشاذلي برنامج «العاشرة مساءً» اليومي الذي بُث على قناة دريم؛ وكان مُقدماً لبرنامج «الحقيقة» على شاشة قناة دريم2.

## اتهاماته في قضايا النشر
اتُّهم في عهد رئيس مصر الأسبق حسني مبارك في 66 قضية نشر آخرها قضية التحريض على عدم تنفيذ قانون الضرائب العقارية ونال فيها البراءة بعد أيام من ثورة يناير.

## نجاحات صحفية
سجل باسمه أكثر من سبق صحفي، مثل قضية لوسي أرتين، غرق عبّارة السلام، مقتل المجند سليمان خاطر، مذبحة بني مزار، سر عداء مبارك للفريق الشاذلي، معاناة مرضى الإيدز في مصر، أسباب اغتيال السادات، وسلسلة الهاربين في لندن، وتحقيقات اللاجئين في الجولان، تفجير كنيسة القديسين، التعذيب في السجون، مبادلة الجاسوس جبرائيل بـ25 سجيناً مصرياً.

## وفاته
توفي وائل الإبراشي يوم الأحد 9 يناير 2022 عن عمر ناهز 58 عاما بعد صراع مع المرض، جراء إصابته بفيروس كورونا المستجد.

## وصلات خارجية
- وائل الإبراشي على موقع IMDb (الإنجليزية)
- وائل الإبراشي على موقع قاعدة بيانات الأفلام العربية